# Doris Haddock

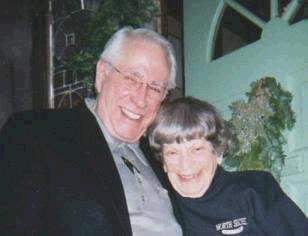
Mike Gravel en Doris Haddock in 2008

Doris "Granny D" Haddock, geboren als Ethel Doris Rollins, (Laconia, 24 januari 1910 – Dublin, 9 maart 2010) was een Amerikaans politiek activiste. 
In 1999-2000 liep zij een mars door de Verenigde Staten om een hervorming van de Amerikaanse financiering van verkiezingscampagnes in de belangstelling te brengen. Bij haar aankomst in Washington was ze 90 jaar oud. Ze had ruim twee jaar over de tocht gedaan en had meer dan 3200 mijl afgelegd.
Haddock begon haar politieke carrière in 1960 met een succesvolle campagne, samen met haar echtgenoot (James Haddock), tegen het testen van de waterstofbom in Alaska, waardoor een vissersdorpje van Inuit in Point Hope gered werd. In 2004 was zij Democratisch kandidate van New Hampshire voor de Amerikaanse Senaat, nadat de oorspronkelijke kandidaat zich kort voor de verkiezingen had teruggetrokken. Ze haalde circa 34% van de stemmen. De senaatszetel ging naar de kandidaat van de Republikeinen.
Haddock stond al lang bekend als "Granny D" toen zij een officieel verzoek indiende om deze bijnaam als tweede voornaam te mogen voeren. Op 19 augustus 2004 werd dit verzoek ingewilligd. Ze overleed in 2010 op honderdjarige leeftijd aan een longaandoening.